# Бретт, Регина
Регина Бретт (род. 31 мая 1956) — американская писательница и журналистка, финалистка Пулитцеровской премии (2008, 2009).

## Биография и карьера
Регина Бретт родилась 31 мая 1956 года в небольшом городке Равенна, штат Огайо, США.
Бретт имеет степень бакалавра в области журналистики в Кентском государственном университете и степень магистра религиоведения в Университете Джона Кэрролла.
Как автор она дебютировала в 1986 году своими фельетонами в прессе. Работала обозревателем журнала «Akron Beacon Journal» в Акроне, штат Огайо. За свою журналистскую карьеру написала более 2500 газетных статей.
С 2000 по 2017 год она писала статьи для «The Plain Dealer», крупнейшей газеты штата Огайо.
За свои репортажи и статьи в 2008 и 2009 была номинирована и вышла в финал Пулитцеровской премии.
Свою первую книгу «Бог никогда не моргает: 50 уроков, которые изменят твою жизнь» она опубликовала в апреле 2010 года. Вторая книга, «Будь чудом: 50 уроков для того, чтобы сделать невозможное возможным», была опубликована в 2012 году, а третью книгу, «Бог всегда нанимает: 50 уроков жизни для поиска полноценной работы», была написана и опубликована в 2015 году. Все три книги были бестселлерами во многих странах мира.

## Награды
- Двукратный лауреат Национальной премии «Хедлайнер»
- Премия Общества профессиональных журналистов «Лучший обозреватель в штате Огайо» (2003)
- «Серебряный молоток» — награда от Американской Ассоциации адвокатов (2009)
- Победитель конкурса Национальной федерации журналистских женских коммуникаций (2013)
- Лучший обозреватель в конкурсе лучшей журналистики штата Огайо (2018)